# ピアノ協奏曲 (ジョリヴェ)

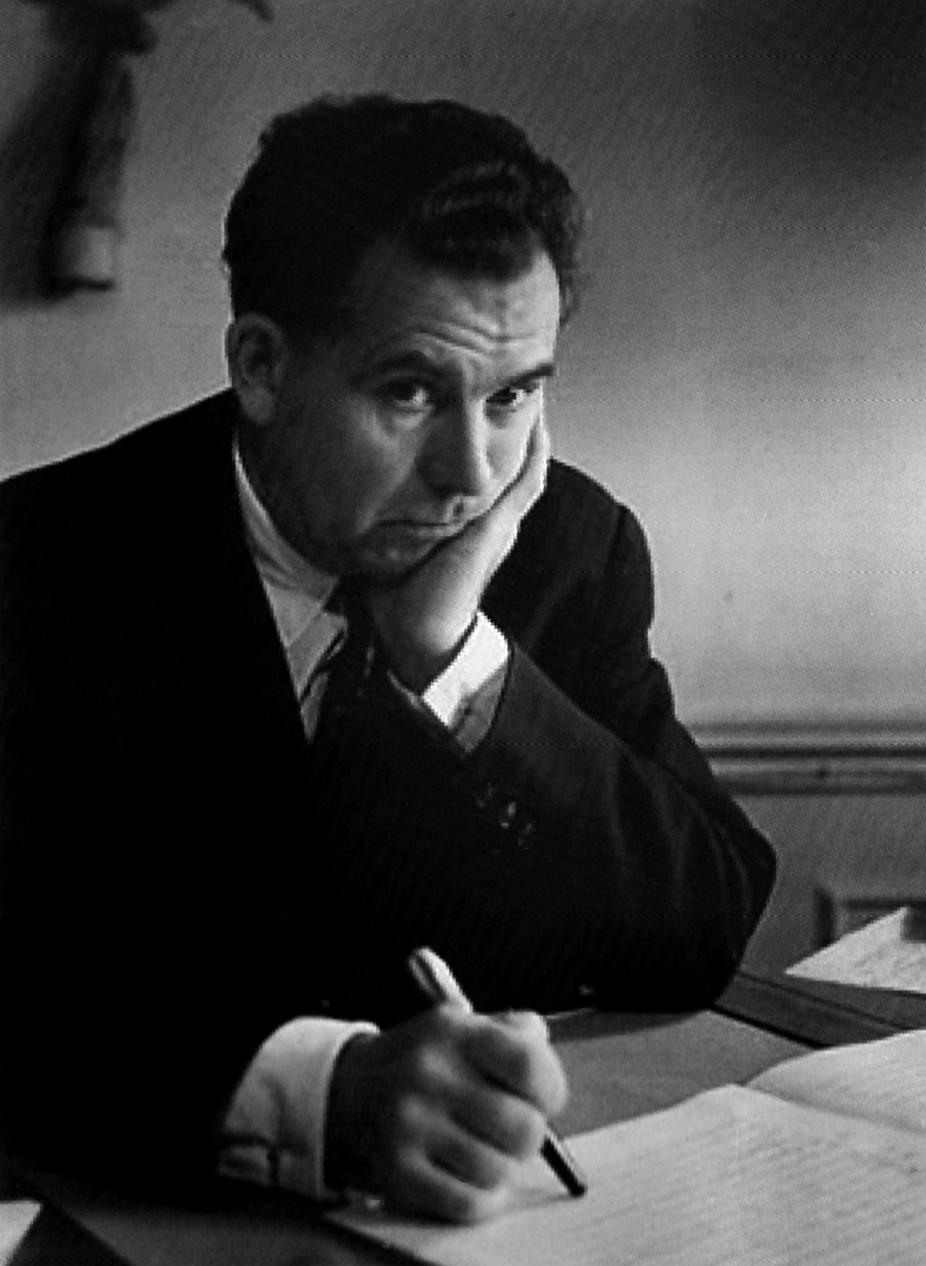
アンドレ・ジョリヴェ(1930年)

ピアノ協奏曲は、アンドレ・ジョリヴェが1950年に完成させたピアノ協奏曲。初演は1951年6月19日、ストラスブールの音楽祭において作曲者自身の指揮、リュセット・デカーヴの独奏で行われた。曲は1953年にウジェル（Heugel）社から出版されている。

## 概要
幾人かに師事したジョリヴェは最終的にエドガー・ヴァレーズの下で音楽教育を完成させたが、ヴァレーズからは大きな影響を受けることになった。中でも特徴的なのは新たな素材の探求、現代社会に極まった騒音の認知であった。これらの教育の成果と、画家の父とピアニストの母の間に生まれたという家庭の芸術的素地が合わさり、彼は人間性や宗教性を表現すべく独自の表現技法を磨き上げていった。
そのジョリヴェにとって協奏曲という楽曲形式は協調であると同時に、解決に至るまでの闘争や対立をも意味しており、彼はベートーヴェンの「ピアノ協奏曲第4番」の第2楽章にその理想形を見出していた。彼は自らの音楽表現において協奏曲を重要視し、1947年の「オンド・マルトノ協奏曲」の作曲以来、1974年にこの世を去るまでに12曲の協奏曲を遺している。
この曲はフランス国立放送からの委嘱によって作曲された。フランス植民地のインスピレーションに基づく楽曲の依頼を受けたジョリヴェは、温めていた東洋や熱帯の土地に関する音楽を利用することを思いつく。そこで発表に際して1949年から再構成を開始し、翌年に完成させた。ストラスブールに続くパリでの初演は、ストラヴィンスキーの「春の祭典」以来となるセンセーションを巻き起こした。演奏を止めさせようと妨害行為に出た多くの聴衆を、指揮者のガストン・プーレがなんとかなだめて最後まで曲を演奏した。
現在ではこの曲はジョリヴェの傑作と評価されており、1951年にはパリ市音楽大賞を受賞、1958年にはジョルジュ・スキビンによるバレエ化が行われている。構想の下敷きとなった熱帯的な感覚、多種多様な打楽器の使用などからかつては「赤道コンチェルト」と呼ばれたこともあったが、曲は「西洋東洋を問わず、すべての民族が理解できる世界的なスタイル」を研究して作られている。

## 楽器編成

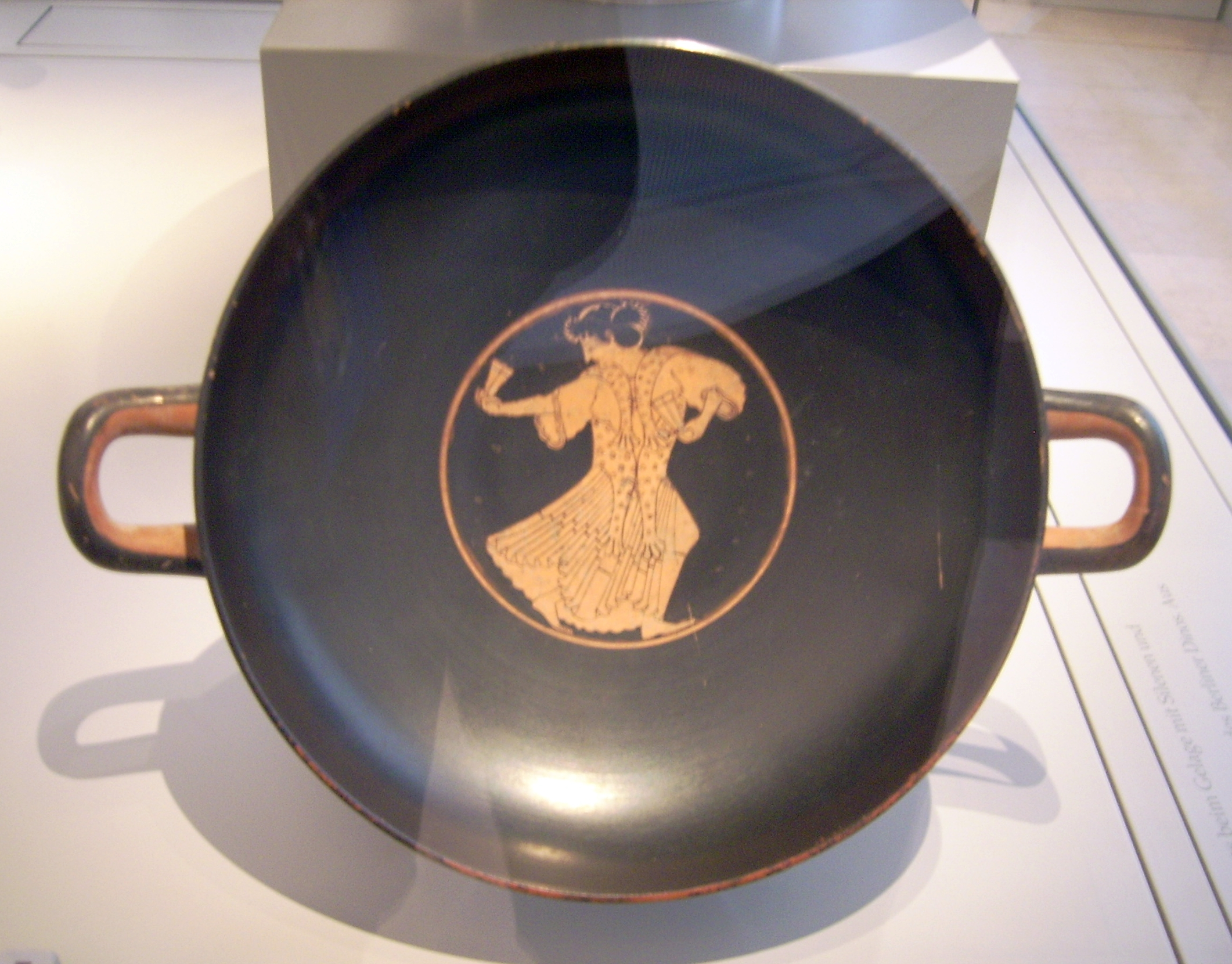
クロタル

ピアノ独奏、フルート3、オーボエ1、イングリッシュホルン1、アルトサクソフォーン1、クラリネット2、ファゴット2、ホルン2、トランペット3、トロンボーン2、テューバ1、ティンパニ、ヴィブラフォン、木琴、鐘、チェレスタ、小太鼓2、スネアドラム2、バスドラム、大太鼓、中国風ウッドブロック3、マラカス、タンバリン、トムトム5（大、中、小）、ウッドブロック、トライアングル、クレセル、むち、クロタル2、シンバルチャーレストン、シンバル、シンバル（大）、シンバル・フラッペ2、ゴング、タムタム、グルロ、ハープ、弦五部

## 演奏時間
約23分半

## 楽曲構成
第1楽章 アレグロ・デチーゾ 4/4拍子
自由なソナタ形式。冒頭のけたたましい導入の後、ピアノと打楽器によって刻まれる精力的なリズムの上にオーボエが奏でるのが第1主題である。まもなくピアノに第2主題が出る。展開部では両方の主題を用いて、対位法的な扱いも見せつつ勢いを保って進行する。導入部の咆哮が再び現れて以降が再現部となるが、ここでは新しい主題が用いられ、これらの主題と冒頭の動機によるコーダを経て一気に終結する。
第2楽章 センツァ・リゴーレ 4/4拍子
3つの主題および、それぞれの変奏による。序奏に続く第1の主題は4つの変奏を伴う（4つ目は第2主題の後に出る）。第2の主題は雅楽に通じる旋法に拠っており、1度変奏される。第3の主題が出た後、各主題が組み合わされて頂点となる。その後静まって神秘的な響きの中に楽章を終える。
第3楽章 アレグロ・フレネティーコ 2/2拍子
自由なロンド形式。簡潔な序奏に導かれ、ピアノが単独で主題を提示する。第2の主題は続いてクラリネットが奏でるものである。打楽器とピアノのみの部分を経て第3の主題が現れる。第1主題が出て荒々しくクライマックスとなると、打楽器のみの部分が再度現れ、序奏の音形よって全曲を閉じる。